# Blågöl (Ukna socken, Småland)
Blågöl är en sjö i Västerviks kommun i Småland och ingår i Storåns huvudavrinningsområde.